# Make It Shine
Make It Shine (алтернативни назив Make It Shine (Victorious Theme)) песма је коју изводи америчка певачица и глумица Викторија Џастис, а део је првог саундтрек албума глумачке поставе серије Викторијус — Victorious: Music from the Hit TV Show (2011). Песма је објављена 13. априла 2010. године као први сингл са албума, преко Columbia Records-а и Nickelodeon Records-а. Песма је премијерно изведена у пилот епизоди серије Викторијус, а такође је послужила и као уводна шпица серије.
Make It Shine је поп, поп-рок и тин поп песма чији текст говори о охрабривању особе да следи своје снове. Музички критичари су песму окарактерисали успешном за уводну шпицу, а такође су и похвалили Викторијине вокале. Песма је достигла на 16. место на Billboard-овој рекордној листи Bubbling Under Hot 100, а такође је ушла и на поједине секундарне рекордне листе у САД-у. Викторија је песму извела уживо 2012, док ју је Мет Бенет отпевао заједно са публиком током Sweetener World Tour-а (турнеје Аријане Гранде) у новембру 2019. године.

## Објављивање
Make It Shine је први пут представљена 27. марта 2010. у пилот епизоди Nickelodeon-ове америчке телевизијске комедије ситуације Викторијус. Тори Вега (Викторија Џастис) изводи песму уместо своје сестре којој је језик био паралисан, а одлична изведба доводи до њеног пријема у Холивуд артс средњу школу. Песма је касније, 13. априла 2010. године, објављена као сингл. Песма је такође коришћена и као уводна шпица за Викторијус. Make It Shine је потом 2. августа 2011. објављена као прва нумера на дебитантском саундтрек албуму серије — Victorious: Music from the Hit TV Show.

## Композиција
Главни вокал песме је била Викторија Џастис, док је Ники Воткинс била пратећи вокал. Песму су написали продуценти серије Ден Шнајдер, Мајкл Коркоран и Dr. Luke. Коркоран је био задужен за бубњеве, клавијатуре и програмирање. Dr. Luke је на песми радио као продуцент, а био је задужен и за гитару, бубњеве, клавијатуре и програмирање песме. За мастеровање је био задужен Брајан Гарднер, а за миксовање Сербан Генеа, док је Емили Рајт била инжењер звука и монтажерка, а помагали су јој и Џон Хејнс као додатни инжињер звука и Тим Робертс.
Музички критичари су Make It Shine описали као поп, поп-рок и тин поп нумеру. Текст песме говори људима да вредно раде и да не одустају у праћењу својих снова — „You don't have to be afraid to put your dream in action/You're never gonna fade/You'll be the main attraction/'Cause you know that if you're livin' your imagination/Tomorrow you'll be everybody's fascination.”

## Комерцијални успех
У мају 2010. године, „Make It Shine” је достигао на 16. место на Billboard-овој рекордној листи Bubbling Under Hot 100, а песма се на листи задржала пет недеља. Песма је такође доспела на 6. место америчке листе Kid Digital Song Sales, 17. место америчке листе Heatseekers Songs и 19. место америчке листе Pop Digital Song Sales.

## Изведбе уживо
Како би промовисала песму, Викторија ју је извела уживо 2012. године. 19. новембра 2019, током светске турнеје Аријане Гранде Sweetener World Tour, њен колега из Викторијуса Мет Бенет се појавио на сцени у State Farm арени (у Атланти) и отпрвао Make It Shine заједно са публиком. Бенет је 2022. године извео песму уживо на неким од својих ди-џеј концерата.

## Ауторски тим
Подаци су преузети са Tidal-а.
- Викторија Џастис — вокал
- Ники Воткинс — пратећи вокал
- Ден Шнајдер — текстописац
- Мајкл Коркоран — текстописац, бубњар, клавијатуриста, програмер
- Dr. Luke — текстописац, продуцент, гитариста, бубњар, клавијатуриста, програмер
- Брајан Гарднер — мастеровање
- Сербан Генеа — миксовање
- Емили Рајт — инжењер звука, монтажерка
- Џон Хејнс — инжењер
- Тим Робертс — помоћни инжењер

## Рекордне листе
| Рекордна листа (2010—2011)                    | Најбоља позиција |
| --------------------------------------------- | ---------------- |
| US Bubbling Under Hot 100 Singles (Billboard) | 16               |
| САД — Heatseekers Songs (Billboard)           | 17               |
| САД — Kid Digital Song Sales (Billboard)      | 6                |
| САД — Pop Digital Song Sales (Billboard)      | 39               |

| Рекордна листа (2011)                    | Позиција |
| ---------------------------------------- | -------- |
| САД — Kid Digital Song Sales (Billboard) | 22       |